# Acanthagrion taxaense
Acanthagrion taxaense е вид насекомо от семейство Ценагриониди (Coenagrionidae). Видът е критично застрашен от изчезване.

## Разпространение
Разпространен е в Бразилия (Рио де Жанейро).